# Saint-André-de-Corcy
Saint-André-de-Corcy är en kommun i departementet Ain i regionen Auvergne-Rhône-Alpes i östra Frankrike. Kommunen ligger  i kantonen Reyrieux som ligger i arrondissementet Bourg-en-Bresse. Kommunens areal är 20,73 km². År 2022 hade Saint-André-de-Corcy 3 369 invånare.

## Befolkningsutveckling
Antalet invånare i kommunen Saint-André-de-Corcy
Referens: INSEE